# Ривер Роуд (Северна Каролина)
Ривер Роуд (енгл. River Road) насељено је место без административног статуса у америчкој савезној држави Северна Каролина.

## Демографија
По попису из 2010. године број становника је 4.394, што је 300 (7,3%) становника више него 2000. године.
| Група             | 2000.         | 2010.         |
| Белци             | 2.574 (62,9%) | 2.506 (57,0%) |
| Афроамериканци    | 1.074 (26,2%) | 999 (22,7%)   |
| Азијати           | 9 (0,2%)      | 6 (0,1%)      |
| Хиспаноамериканци | 402 (9,8%)    | 875 (19,9%)   |
| Укупно            | 4.094         | 4.394         |